# Bonifica (metallurgia)
Con il termine bonifica si intende un insieme di trattamenti termici che si effettuano su particolari tipi di acciai e che consistono in una tempra seguita da un rinvenimento.
Nel corso della tempra degli acciai si ha formazione di martensite, una struttura ad elevata durezza e notevole carico di rottura, ma con una resilienza piuttosto bassa che può dar luogo a rotture in seguito a urti. Data la pericolosità di questi fenomeni, che comportano un collasso praticamente istantaneo della struttura, si sottopone l'acciaio ad un trattamento termico di rinvenimento, per trasformare parte della martensite in martensite rinvenuta. Infatti la martensite è una fase metastabile, cioè si forma solo perché gli atomi di carbonio non riescono a fuoriuscire dal reticolo a causa dell'elevata velocità di raffreddamento che impedisce i moti diffusivi.
Dato che la martensite, in assenza di elementi leganti, si forma solo con una percentuale di carbonio superiore allo 0,2%, sotto questo limite gli acciai praticamente non possono essere temprati, quindi non ha senso effettuare un trattamento di bonifica che è tanto più utile quanto più alta è la percentuale di carbonio. In genere gli acciai destinati a questo trattamento hanno lo 0,4-0,6% di C e sono appunto detti acciai da bonifica.
Viene definita bonifica questa sequenza di trattamenti solo nel caso in cui il rinvenimento avvenga ad una temperatura maggiore di 550 °C (salvo nel caso degli acciai per molle che vengono rinvenuti a circa 450 °C). Portando la martensite a questa temperatura essa rinviene, trasformandosi in sorbite, una struttura che combina una buona resistenza a trazione, anche se inferiore a quella della martensite, ad una maggiore tenacità.

## Procedimento
Tempra: viene eseguita riscaldando il materiale ad una temperatura superiore a TA3 (temperatura al di sopra della quale è possibile riscontrare solo Austenite nell'acciaio, e la sua percentuale varia in base alla percentuale di carbonio presente. Ad esempio, per  0.8% di Carbonio, TA3=723 °C, quindi la T di riscaldamento sarà 20-50 °C sopra TA3.Vi è poi un mantenimento a temperatura per evitare differenze di quest'ultima tra superficie e cuore. In genere si procede con un tempo di 1 ora ogni 25 mm di spessore. 
Il raffreddamento viene poi eseguito molto rapidamente, in modo tale da ottenere la formazione della Martensite. Il rapido raffreddamento è assicurato dai mezzi tempranti, ovvero dei liquidi che raffreddano bruscamente l'acciaio. 
L'acciaio a 800 °C (ciò è a titolo di esempio; le temperature dei punti critici A1 e A3 variano al variare delle percentuali degli elementi di lega) viene immerso in un liquido. L'acqua non è un ottimo mezzo temprante, perché nel momento in cui immergiamo l'acciaio nell'acqua, si produce un cuscinetto di vapore intorno all'acciaio. Il cuscinetto rappresenta un ostacolo per il raffreddamento, in quanto ha una conducibilità termica molto bassa. Il raffreddamento è destinato a rallentare, e non si formerà la Martensite.
Bisogna dunque produrre poco vapore, ecco perché viene usata acqua con sali disciolti, cosicché la temperatura di ebollizione sale e si avrà una tensione di vapore molto bassa. Aggiungendo altro sale si ottiene la Salamoia. Quest'ultima è ottima per ottenere Martensite, perché sulla superficie del pezzo di acciaio l'acqua evapora e resta il sale. Si viene a creare uno strato solido salito. Si avrà meno vapore e uno strato salino (buon conduttore), e quindi si formerà la Martensite. 
Può essere usato anche l'olio, ma siccome è infiammabile, si raccomanda l'uso di oli minerali non infiammabili.
Con acciaio di grosse dimensioni, bisogna eseguire una tempra a doppio stadio per un raffreddamento graduale.
Se si raffreddasse l'acciaio con un alto sbalzo termico, la Martensite si raffredderebbe prima all'esterno e successivamente all'interno. Siccome la Martensite è espansiva, si creerebbero delle fessure e il pezzo si spaccherebbe. 
Bisogna quindi usare due mezzi tempranti, uno a 400 °C e l'altro a temperatura ambiente (circa 25 °C).
Rinvenimento: è un trattamento eseguito dopo la tempra per diminuire la fragilità dell'acciaio. Si arriva ad una temperatura intermedia (550-680 °C) per ottenere il giusto compromesso tra durezza, resistenza meccanica e tenacità. Si ottiene così una struttura Sorbitica, cioè una miscela meccanica di Ferrite e piccoli globuli di Cementite. La fragilità del pezzo trattato diminuisce sensibilmente, ma l'acciaio ha ancora buona resistenza e non risulta eccessivamente tensionato internamente, il che gli offre una accettabile riserva plastica.